# かわたそのこ
かわた そのこ（1971年5月2日 - ）は、日本の女性声優、ナレーター。徳島県小松島市出身。キャラ所属。

## 人物
高知女子大学（現・高知県立大学）文学部英文学科卒業。
学生時代に英語研究会で英語劇に携わる中で声の仕事を志すようになる。上阪後、現在の事務所に所属し、ナレーター・リポーターとしての活動を開始。また当時Kiss-FM KOBEでサウンドクルーを務めていたTOM Gとオリックス・ブルーウェーブ応援番組『ブルスポEXPRESS』（サンテレビ）で共演した縁で、2003年10月から2005年9月までKiss-FM KOBEで『Kiss DAYLIGHT ANGELS〜海岸通りの午後〜』を担当。
『週刊えみぃSHOW』（読売テレビ）のコーナー・「芸能スターダスト」のナレーションで変幻自在な声を披露し、以降も上沼恵美子出演の番組でナレーションを担当する機会が多い。『上沼恵美子のおしゃべりクッキング』（朝日放送テレビ）ではそれまで担当してきた局アナウンサー以外からは初の起用となった。
2008年からはバンド活動を開始。「ソノバンド」として2009年6月21日に神戸VARITでライブを行った。
2009年2月12日に開催された「《勝手に!》大阪ナレーター・アワード2009」にて、「ナレーターを応援する録音屋さん有志一同」から奨励賞が贈られた（受賞者はかわたのほか、同じ事務所所属の中村郁、ビー・グラッド所属の内海同仁、ワイワイワイ所属の鹿瀬ハジメの計4人）。

## 出演
太字はメインキャラクター。

### テレビ
- 府政ほっと情報（KBS京都）
- ブルスポEXPRESS（サンテレビ）

### ナレーション
- BAN!BOO!ぱいん!!（読売テレビ）
- オカンと娘（読売テレビ）
- 週刊えみぃSHOW（読売テレビ）
- 上沼恵美子のおしゃべりクッキング（朝日放送テレビ）
- ちちんぷいぷい「千鳥の考えはったんダレじゃろな?」（毎日放送）
- 住人十色（MBSテレビ）
- 愛の修羅バラ!（読売テレビ）
- 上沼・高田のクギズケ!（読売テレビ）
- 満点通販（サンテレビ）
- 冒険チュートリアル「福ちゃんの晩ごはん代行! はじめてのマイエプロン」→「晩ごはん代行! 幸せのほっこりエプロン」（関西テレビ）
- 美女リレー（MBSテレビ）
- 知っとこ!「知っとこ!サーチ」（MBSテレビ）
- スマホとおさんぽ。（MBSテレビ）
- Pretty & Challenge - GIRLSGOLF -（サンテレビ）
- 浦川&ナジャのウラのウラまで失礼します（朝日放送テレビ）

### ラジオ
- Kiss DAYLIGHT ANGELS〜海岸通りの午後〜（Kiss-FM KOBE）

### OVA
- MUNTO（ライカ、先生）

### ゲーム
- ロックマンX8（2005年、レイヤー）
- ザ・キング・オブ・ファイターズ XI（2005年、ナレーション）
- ロックマンX DiVE（2020年、レイヤー[5]）※ライブラリ音声

### パチスロ
- 餓狼伝説（SNKプレイモア）